# Departament lubelski

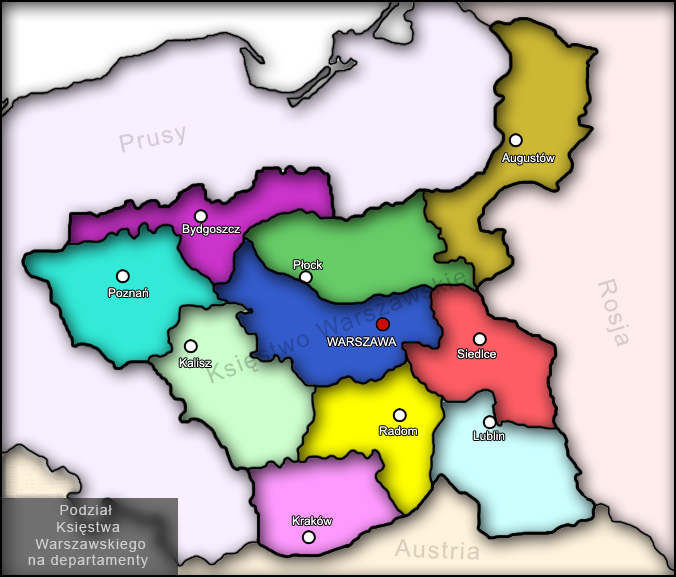
Podział Księstwa Warszawskiego na departamenty

Departament lubelski, departament Księstwa Warszawskiego istniejący w latach 1810–1815 ze stolicą w Lublinie. Został utworzony dekretem królewskim z dnia 24 lutego 1810 r. z części Nowej Galicji oraz z cyrkułu zamojskiego z Galicji Wschodniej, przyłączonych do Księstwa Warszawskiego. 17 kwietnia 1810 r. został podzielony na powiaty i zgromadzenia gminne.
W 1816 przekształcony w województwo lubelskie Królestwa Polskiego.
Departament dzielił się na 10 powiatów: 
- powiat chełmski
- powiat hrubieszowski
- powiat kazimierski (wówczas kaźmierski)
- powiat krasnostawski
- powiat kraśnicki
- powiat lubartowski
- powiat lubelski
- powiat tarnogrodzki
- powiat tomaszowski
- powiat zamojski